# Kölliken
Kölliken é uma comuna da Suíça, no Cantão Argóvia, com cerca de 3.954 habitantes. Estende-se por uma área de 8,89 km², de densidade populacional de 445 hab/km². Confina com as seguintes comunas: Gretzenbach (SO), Holziken, Muhen, Oberentfelden, Safenwil, Uerkheim.
A língua oficial nesta comuna é o Alemão.

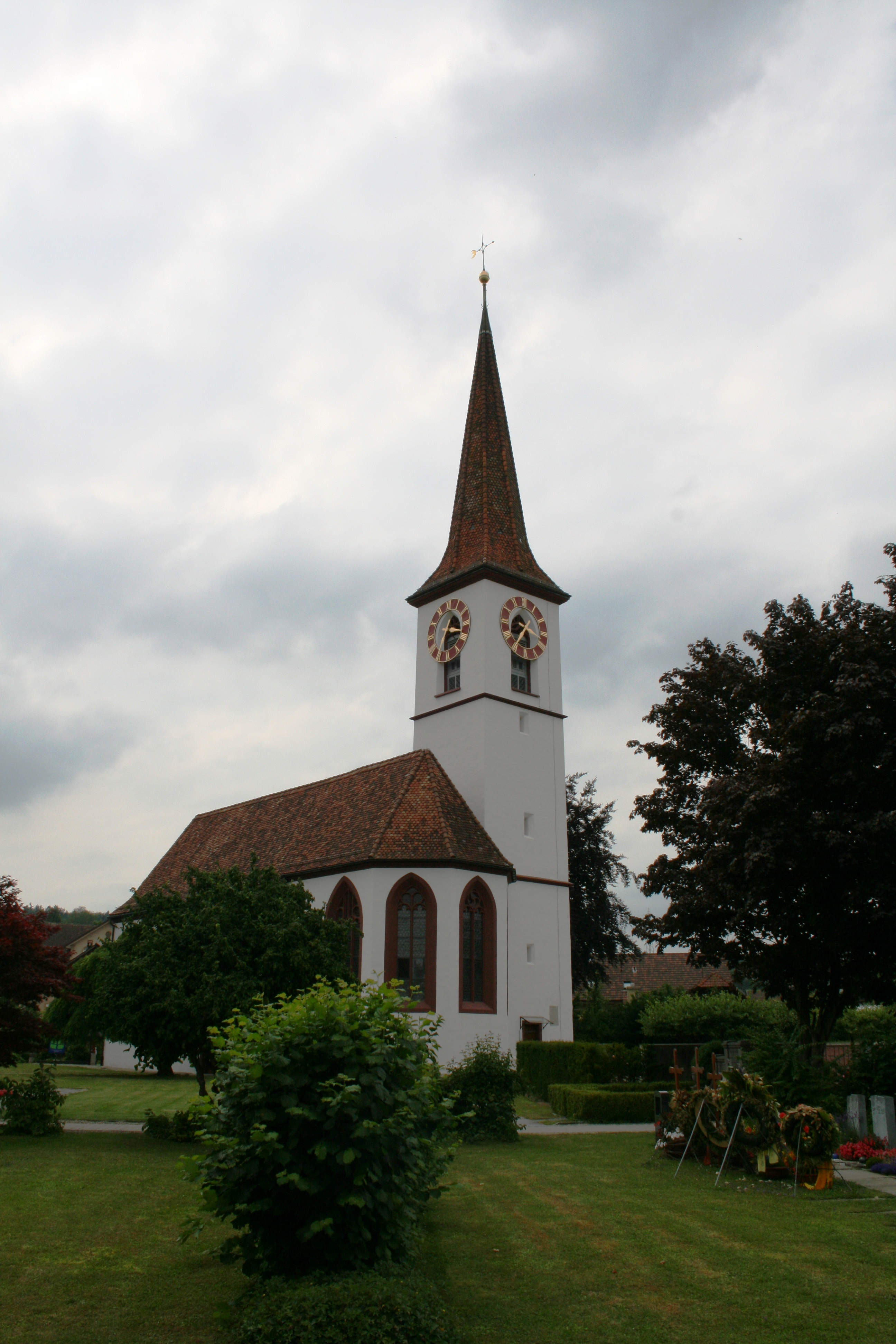